# Río Corralito
Le río Corralito est un cours d'eau du nord-ouest de l'Argentine qui coule en province de Salta. C'est le principal affluent du río Toro dans lequel il se jette en rive droite. C'est donc un sous-affluent du rio Paraná par le río Toro, puis par le río Árias et enfin par le río Juramento ou Salado del Norte.

## Géographie
Le río Corralito naît a plus de 4 000 m d'altitude dans la partie méridionale de la Sierra de Chañi. Il coule globalement d'ouest en est. Il se termine dans la vallée de Lerma à quelque 35 kilomètres au sud-sud-ouest de la ville de Salta. Il se jette dans le secteur inférieur du río Toro, en rive droite, au niveau de la ville de Rosario de Lerma. 
La superficie de son bassin versant est de plus ou moins 110 km2. 

## Affluents
- le río Puyil (rive droite).

## Pluviométrie - régime
Le bassin versant du río Corralito se situe dans une zone aux précipitations très abondantes. Le niveau de celles-ci diminue progressivement dans la partie inférieure de ce bassin. À la station pluviométrique de Peñas Bagas située à moins de 10 km du confluent avec le río Toro, le niveau moyen de celles-ci est de 1.333 millimètres par an. 
Très abondant, le río Corralito est de régime permanent, avec un débit maximal pendant les mois d'été. 

## Débits mensuels du Corralito à Peñas Bagas
Les débits de la rivière ont été observés sur une période de 4 ans (1949-1952) à la station hydrométrique de Peñas Bagas, localité située peu avant son débouché dans le río Toro. La superficie observée est de 103 km2, soit la -totalité du bassin versant.
À Peñas Bagas, le débit annuel moyen ou module observé durant cette période était de 4,89 m3/s.
La lame d'eau écoulée dans le bassin atteint ainsi le chiffre très élevé de 1 499 millimètres par an.